# Metalopha liturata
Metalopha liturata är en fjärilsart som beskrevs av Hugo Theodor Christoph 1887. Metalopha liturata ingår i släktet Metalopha och familjen nattflyn. Inga underarter finns listade i Catalogue of Life.